# 美幸線
美幸線（びこうせん）は、かつて日本国有鉄道（国鉄）が運営していた鉄道路線（地方交通線）である。北海道中川郡美深町の宗谷本線美深駅を起点とし、同町内の仁宇布駅に至る路線であった。計画では、美深より仁宇布を経てオホーツク海沿岸枝幸郡枝幸町の興浜北線北見枝幸駅に至る予定で、仁宇布から枝幸方にかけて一部工事が行われたものの、1980年の日本国有鉄道経営再建促進特別措置法（国鉄再建法）施行を受けて第1次特定地方交通線に指定され、1985年（昭和60年）9月17日に全線廃止された。
線名は予定線の起終点から採られており、「美」は起点の美深、「幸」は終点の北見枝幸である。
警報機のある踏切は宗谷本線と共用のものを除けば1箇所（道道）のみで、人跡のまれな地帯をゆく路線であった。

## 路線データ
- 区間（営業キロ）：美深 - 仁宇布 (21.2 km)
  - 未成区間の仁宇布 - 北見枝幸間は57.5 km
- 駅数：4駅（起終点駅含む、未成区間7駅除く）
- 複線区間：なし（全線単線）
- 電化区間：なし（全線非電化）
- 閉塞方式:タブレット閉塞式（全線1閉塞）

## 歴史

### 構想から着工へ
北海道北部開発の拠点であった枝幸と宗谷本線を短絡する目的で計画された鉄道路線で、1953年（昭和28年）8月1日に鉄道敷設法別表第144号の2「天塩国美深ヨリ北見国枝幸ニ至ル鉄道」として予定線に追加された。枝幸へは興浜北線が浜頓別で天北線に接続、予定線の興浜線が雄武で興浜南線に接続し、興部で名寄本線に連絡する予定であったが、大消費地である旭川、札幌に出るには遠回りとなることから長年にわたって請願が続けられていたものである。
1931年（昭和6年）4月、美深町長と美深町議会議員、美深町役場吏員が仁宇布から山越えし、上徳志別、志美宇丹、歌登、枝幸と踏査したのが鉄道敷設構想の始まりで、1935年（昭和10年）5月9日に美深町長と枝幸村長が鉄道大臣、鉄道省建設局長、札幌鉄道局長らに請願した。1935年6月には鉄道省の測量班が現地測量を行い、その後も鉄道敷設運動は進められたが、戦争により中断された。
戦後の1946年（昭和21年）4月5日、美深町長、歌登村長、枝幸村長が集まり、鉄道敷設運動の開始を打ち合わせた。1948年（昭和23年）9月には美深町長と美深町議会議員らが戦後初の現地踏査を実施し、運輸大臣、建設大臣、衆議院、参議院に請願書を提出し、1948年11月30日に衆参両院で請願が採択された。
1949年（昭和24年）4月と9月に運輸省札幌地方施設部が経済調査を実施し「産業開発路線として有望である」と評価した。そのうち4月調査の写真が2023年（令和5年）6月、旧歌登町役場の書庫から発見されており、当時の調査では美深町と歌登村の住民13人も随行し、美幸線の予定路線を踏破、美深から枝幸までの87kmを徒歩で3泊4日かけて移動した。
1950年（昭和25年）8月9日から9月4日にかけて国鉄旭川鉄道管理局の現地測量隊が測量調査を実施した。1952年（昭和27年）9月17日には美深、歌登、枝幸の沿線3町村による「美幸線敷設促進期成会」が発足した。
1953年（昭和28年）8月1日に予定線となり、1956年（昭和31年）2月24日に調査線、1957年（昭和32年）4月3日に建設線となると同時に、美深 - 仁宇布間の着工が認可され、1957年7月4日に美深駅で着工記念式典と杭打ち、1958年（昭和33年）7月30日に起工鍬入れ式が行われた。1959年（昭和34年）8月20日に国鉄札幌工事局美深工事区が開設され、建設工事が本格化した。
3つの工区（美深駅起点 - 8km地点、8km地点 - 13km地点、13km地点 - 仁宇布駅）に分けて工事が進められ、1962年（昭和37年）までに美深 - 仁宇布間の路盤工事が終わり、1963年（昭和38年）7月から軌道敷設も始まった。工事は1964年（昭和39年）3月23日発足の日本鉄道建設公団に移管し、1964年9月1日から試運転が行われ、DD14形ディーゼル機関車と貨車8両によるけん引試験、キハ04形気動車による動揺・スピード試験を実施した。橋梁は大小20ヶ所、トンネルは無く、比較的施工しやすい線区だったが、地質が悪く、土砂崩壊した箇所もあり、防災対策に時間を要した。また、ニウプ川の河川切り替え、道道美深雄武線との立体交差もあった。
枝幸側では、1960年（昭和35年）9月に現況調査を実施した。1961年（昭和36年）12月28日に全線の着工が認可され、1962年（昭和37年）6月17日に北見枝幸駅で北工区起工杭打ち式が行われた。1962年度は北見枝幸 - 歌登間の予算がついたが、測量と用地買収の下準備程度で終わった。
一時、上徳志別から歌登を経由しないで徳志別川沿いに北上し、興浜線の徳志別付近に至るルートも検討されたが、地方開発の性格もあり、歌登を経由するルートに決定し、1964年8月に北見枝幸 - 仁宇布間の地形測量と実測を行った。1965年（昭和40年）9月に日本鉄道建設公団の歌登鉄道建設所を歌登駅予定地付近に開設した。
歌登 - 志美宇丹間の大部分は、歌登町営軌道の路盤を利用することにしてルート選定を行っていたが、オホーツク海寄りの山側にルートを変更することで営業中の町営軌道を廃止することなく、工費も安いため選定を変更した。

### 部分開業と工事継続
工費8億4,800万円を投入し、1964年（昭和39年）10月5日に第1期線である美深 - 仁宇布間（延長21.2 km）が部分開業し、以遠も日本鉄道建設公団によって建設が進められた。
美深 - 仁宇布間には1935年（昭和10年）から殖民軌道の美深町営軌道があったが、冬場は積雪のため毎年10月から4月まで運休していた。美幸線開業に先立ち、1962年（昭和37年）の冬到来に合わせて運行終了、1963年（昭和38年）3月4日に廃止された。美深町営軌道廃止後は1日2往復の路線バスが運行していたが、バスも冬場は運休し、仁宇布地域は「陸の孤島」だった。美幸線開業当初は1日5往復の運行で、うち1往復は辺渓駅折り返しだったが、1965年（昭和40年）10月1日ダイヤ改正から5往復全てが仁宇布駅折り返しとなった。
北工区（第2期線）の北見枝幸 ‐ 志美宇丹間（延長27.2 km）は1965年（昭和40年）10月21日に工事実施計画が認可され、10月30日に着工し、11月1日に歌登町ウエンナイの歌登トンネル坑口で起工式が行われた。当時、北見枝幸 - 志美宇丹間は1970年度（昭和45年度）の完成が目標、残る志美宇丹 - 仁宇布間は1975年度（昭和50年度）までに工事を終える計画としていた。
全線が開業すれば、北見枝幸駅と美深駅が約1時間半で直結し、両地域の産業交流が一段と活発になり、住民の期待も大きかった。豊富な水産物が陸揚げされる枝幸町、銅や鉛、亜鉛など地下資源に恵まれた歌登町で、資源に恵まれている両町にとって消費地、工業地への短距離輸送は直接まちの振興につながったという。
橋梁は18ヶ所、トンネルは2ヶ所あり、歌登トンネル（延長700 m）の掘削工事から始まり、1966年（昭和41年）5月9日に貫通した。1967年（昭和42年）11月には枝幸市街地の枝幸高架橋（延長367 m）、1968年（昭和43年）12月に北見枝幸 - 歌登間の路盤が完成した。枝幸高架橋は興浜線が並行して北見枝幸駅に接続することも考慮し、その場合、高架橋を複線形式にできるよう並列して継ぎ足せる設計とした。
1967年から歌登 - 志美宇丹間で着工した。1968年10月には志美宇丹トンネル（延長1,520 m）の掘削工事に着手し、1970年末に北見枝幸 ‐ 歌登 - 志美宇丹間の路盤工事が完成した。この時点では1975年の全線開業予定とされていた。
第3工区の志美宇丹 ‐ 仁宇布間（延長30.4 km）は1970年11月27日に工事実施計画が認可され、12月7日に着工した。志美宇丹側から工事が始まり、第1上徳志別トンネル（延長260 m）、第2上徳志別トンネル（延長825 m）の掘削工事に着手し、1971年（昭和46年）に第1大曲トンネル（延長343 m）が着工され、志美宇丹 ‐ 第2大曲トンネル間の路盤工事も進められ、北見枝幸駅から歌登町大曲（現・枝幸町歌登大曲）まで40 km（第2大曲トンネル手前）の路盤が完成した。最難工事といわれた第2大曲トンネル（延長1,337 m）は1971年10月に着工し、美深側の破砕帯（断層の一種）にぶつかって最後の70mを掘削するのに半年かかる難工事となり、犠牲者2人も出したが、1973年（昭和48年）7月2日に貫通した（工費5億7,000万円）。1973年4月には第3大曲トンネル（延長610 m）も着工した。
1973年から仁宇布側からも工事が始まり、1973年5月16日、仁宇布に日本鉄道建設公団の美深鉄道建設所を開設した。1973年11月時点で枝幸側から45 kmがほぼ完成、仁宇布側からも6.5 kmで工事が進み、未着工は6.5 kmだった。
1974年（昭和49年）6月7日には美深町・枝幸町境界の黒岩トンネル（延長750 m）の起工式が行われたが、第2大曲トンネルと同様に地盤が軟弱で断層があるため、最大の難所となった（工費8億2,600万円、周辺の路盤工事3kmも含む）。掘削方法も両側に2本の細いトンネルを掘り、コンクリートで固めて落盤を防ぎながら掘進するサイロット工法が採用され、1976年（昭和51年）11月に完成した。
線路種別は単線・丙線、最急勾配は16‰、最小曲線半径は500mだった。橋梁は41ヶ所（総延長1,876 m）、トンネルは12ヶ所（6,866 m）が設けられた。
予定線が計画された歌登町（現・枝幸町歌登地区）内では、同町が経営し中頓別町の天北線小頓別駅に通じていた歌登町営軌道が美幸線建設促進のため、1970年10月31日に運行停止、1971年5月29日に廃止された。
1973年時点の計画では、1976年までにレールを敷設し、1977年（昭和52年）に全線開業予定であったが、渓谷や山岳が多く、難工事で順調に進まなかった。その後、全線開業の予定時期は1975年の時点で1978年（昭和53年）、1977年の時点では1980年（昭和55年）とずれ込んだ。
1976年の時点では、北見枝幸駅から45kmまでの区間の路盤工事がほぼ完成し、第2礼文トンネル、黒岩トンネルなど残区間の全線にわたって路盤工事が施行中だった。
1978年の時点では、路盤工事の未開通部分6kmが全て開通し、全区間で工事に着手していたが、1965年からの着工で路盤に雑木が生えたり、風雪でかなり傷んだ所も多かったため、手直しも進められた。

### 予算・工事凍結へ
1979年（昭和54年）5月11日、運輸省は日本鉄道建設公団AB線（地方開発線・地方幹線）の工事予算を凍結するとともに、関係道府県の知事に対し「開業した場合、経営協力ができるかどうか」との質問書を送った。AB線は開業後も大幅な赤字となり、国鉄財政をさらに圧迫する見通しであるため、運営費の地方自治体負担など地元の考え方を打診しようとした。
1979年7月6日、日本鉄道建設公団は1979年度の線別事業配分計画を発表するとともに、開業後の第三セクターへの移譲、地元負担など関係地方自治体の協力が得られ、国鉄、運輸省、地方自治体との協議が順調に進めば、美幸線は1982年度（昭和57年度）の全線開業予定とした。予算配分は10億円とされた。日本鉄道建設公団枝幸鉄道建設所では「路盤工事は100％近く完了し、あとはレールを敷設するばかり。8月早々にも工事にかかれる」「路盤には砂利も敷き詰め、レールを敷くばかりになっている」と説明していた。レールや枕木も17 km分が歌登駅予定地に山積みされ、レールの重量は1 m当たり50 kg、長さは25 mという規格で、枕木はコンクリート製だった。
ただ、予算凍結解除は1979年9月に入ってからとなり、1979年度は路床造成（バラスト敷き詰め）や立体交差道路造成4カ所、凍害・漏水防止のトンネル補修（志美宇丹、第1上徳志別、第1大曲）にとどまり、レール敷設は1980年度（昭和55年度）以降に持ち越された。日本鉄道建設公団枝幸鉄道建設所では「歌登町大曲付近など残った箇所のバラスト敷設作業にかかっている。本年度で未開通部分の路床造成は90％完了することになる」と説明していた。11月18日にはレール敷設モーターカーが北見枝幸駅に到着し、21日に大型トラックに積み替えられて歌登駅予定地に運ばれた。
1980年5月に入ってから1979年度の継続工事分として立体交差道路4カ所、第2大曲トンネルの凍害防止工事が発注され、一部で工事が始まっていたが、1980年度分の新線工事予算は凍結状態となっていたため、レール敷設の見通しは立たなくなっていた。沿線の美深町、歌登町、枝幸町による美幸線敷設促進期成会は、予算凍結解除や工事再開、全線開業を求めて、国鉄や運輸省、日本鉄道建設公団に陳情したが、国鉄と運輸省では、地元の協力で第三セクター方式による営業が可能との見通しが立たなければ工事再開は難しいとの意向を示した。
1981年度（昭和56年度）の工事予算はゼロ査定となり、結局、完成間近で工事が凍結され、開業することができなかった。工事凍結時点では、仁宇布 ‐ 北見枝幸間の路盤は全て完成、トンネル12ヶ所と橋梁41ヶ所も完成し、残るはレールと枕木の敷設、駅舎の建設など開業準備工事の段階だった。
1980年9月には歌登町で「美幸線全線開通早期実現歌登町住民大会」を開催し、歌登町長が「路盤工事は全区間完了し、あとはレールの敷設と駅舎の建設を残すだけ。既に132億7,300万円の巨費が投ぜられている。美幸線の開業に先立って町の簡易軌道を撤去した経過もあり、何としても開業してもらわねばならない」と訴えるとともに「仁宇布から枝幸までの未開通部分の全路盤が完成している今日、凍結されている予算の配分と執行が早急になされ、昭和57年度（1982年度）開業の実現を関係当局に強く要請する」と大会決議を採択し、3,400人の署名簿を添え、町民の総意として運輸省や国鉄へ提出した。
また、枝幸町ではオホーツク海の水産資源に恵まれ、内陸部と直結した鉄道路線は貨物輸送面でも大きなメリットがあったという。道北地区のオホーツク海と内陸部を結び、沿線住民の経済、生活圏の動脈として大きな期待がかけられた。
支線として北見大曲駅 - 興浜線北見音標駅間の建設が予定されていたが、美幸線自体が廃止されたためこの支線は計画だけに終わった。
先に路盤が完成していた北見枝幸 - 志美宇丹間を先行開業させるという話もあったが、興浜線や越美南線（現長良川鉄道）と越美北線のように、分断されたままになってしまうことを危惧した地元住民から「早期全線開通を求めるには部分開業しないで全通の日を待つべき」との意見に押され、一括開業にこだわって先行開業は見送られた。

### 開業区間は営業係数全国ワーストワンに
1964年（昭和39年）10月5日の開業当初は1日5往復の運行で、美深 - 仁宇布間が4往復、美深 - 辺渓間が1往復（日曜日、祝日は運休）だったが、1965年（昭和40年）10月1日ダイヤ改正から5往復全て美深 - 仁宇布間の運行となった。開業当初はレールバスや旧型の機械式気動車で運行されていたが、1966年（昭和41年）4月20日から液体式気動車（キハ22）に置き換えられた。
開業1ヵ月後の1964年11月時点では、旅客収入が1日平均3,000円ほどで、列車が満員となるのは美深 - 辺渓間の列車通学生（中学生）30人余りが登下校する時だけだった。仁宇布駅午後7時発の上り美深行き最終列車には誰も乗らない日があったという。
しかし、既開業区間自体の輸送量はきわめて少なく、開業翌年の1965年度（昭和40年度）の営業係数は834、1966年度（昭和41年度）は869で全国ワースト3位だった（1位は根北線）。1968年（昭和43年）9月4日には国鉄諮問委員会から「赤字83線」に位置付けられた。日本鉄道建設公団札幌支社は「建設途上の線を枝線だから切るというのはおかしい。美幸線など建設中のところが枝線の形になっているのは当然だ。それを現在の姿だけからみて赤字だから廃止するというのでは筋が通らない。建設線と赤字線をからめて検討すべきではなかったのか」と批判する一方、国鉄北海道支社は「いまの段階では何も言えない」とし、赤字線を整理して道内の赤字額を減らしたい意向だった。仁宇布 - 北見枝幸間の建設工事中止の懸念もあったが、1969年度（昭和44年度）は前年度比5,000万円増の5億円の予算がつき、工事は継続されるとともに、日本鉄道建設公団札幌支社では「ローカル線の赤字は、ヒゲ線だから出るのだ。だから、新線工事も部分開業は差し控え、全線開通の方向で進めたい」と話していた。
同じ北海道の深名線や白糠線、そして九州の添田線などとともに、国鉄全路線中最悪レベルの赤字線であった。1972年度（昭和47年度）の営業係数は3,270と初めて全国ワーストワンとなった。
1973年（昭和48年）10月時点で1日平均乗車人員は105人（通学63人、通勤4人、一般38人）で、沿線人口から踏まえて全線開業後も利用客は4倍弱の391人しか見込めないと推定していた。日本鉄道建設公団は「過疎地帯にも光をあてるのは我々の義務。費用の問題ではありません」と胸を張り、地元住民も早期完成を目指して陳情してきたが、一方では全線開業しても利用客の増加はたかが知れていたため「大切な税金はもっと有効に使うべきだ。それに国鉄の赤字がかさむだけ」との批判もあった。1974年度（昭和49年度）の営業係数は3,859、すなわち100円の収入を得るのに3,859円の費用を要する状態であった。
「日本一の赤字線」を逆手に取って、美深町の長谷部秀見町長が美幸線の宣伝活動を東京銀座で行ったこともあり 、1979年度（昭和54年度）には営業係数1,917でワースト6位となり、日本一の赤字路線（営業係数ワーストワン）からは脱却したものの、経営環境自体に改善は見られなかった。1980年（昭和55年）10月1日ダイヤ改正では1日5往復から4往復に削減された。1983年度（昭和58年度）の営業係数は4,780で再び全国ワーストワンに転落した。収入357万円に対して経費1億7,078万円となり、赤字額は1億6,721万円、輸送密度は32人/日だった。1984年度（昭和59年度）の営業係数は4,731で続けてワーストワンとなり、収入400万円に対して経費1億8,300万円、赤字額は1億7,900万円、輸送密度は24人/日だった。また、1982年度（昭和57年度）の仁宇布駅の1日平均旅客収入は9,686円だったが、鉄道ファンが買い求める入場券や短距離の乗車券の売り上げが大半を占めた。
一方、貨物は仁宇布駅のみで取り扱い、発送は木材、農産物など、到着は肥料、石炭などだったが、取り扱い数量は年々減少し、1979年度（昭和54年度）以降は取り扱い実績がほとんどなく、1984年（昭和59年）2月1日で貨物取り扱いは廃止され、美幸線の貨物運輸営業が廃止された。
営業係数と赤字額の推移（1972年度以降）
- 1972年度　3,270（全国ワースト1位）、7,176万9千円
- 1973年度　2,883（2位）、8,033万4千円
- 1974年度　3,859（1位）、9,875万6千円
- 1975年度　3,233（1位）、8,737万8千円
- 1976年度　2,608（4位）、9,310万6千円
- 1977年度　2,811（1位）、1億468万7千円
- 1978年度　2,472（4位）、1億2,046万2千円
- 1979年度　1,911（7位）、1億3,041万5千円
- 1980年度　3,129（2位）、1億4,189万円
- 1981年度　2,804（3位）、1億5,078万2千円
- 1982年度　2,794（3位）、1億5,215万4千円
- 1983年度　4,780（1位）、1億6,720万8千円
- 1984年度　4,731（1位）、1億7,900万円
- 1985年度　908（廃止年度）、9,100万円

営業係数全国ワーストワンは1972年度が初めてで、廃止までにワーストワンは6回を数えた。ただし、末期の赤字額は1億円台であったため、金額自体としては大きなものではなかった。
輸送密度の推移（1977年度以降）
- 1977年度　75人/日
- 1978年度　85人/日
- 1979年度　85人/日
- 1980年度　50人/日
- 1981年度　51人/日
- 1982年度　49人/日
- 1983年度　32人/日
- 1984年度　24人/日
- 1985年度（廃止年度）129人/日

### 第三セクター構想と全線開業断念、廃止
1979年（昭和54年）7月6日に日本鉄道建設公団が「順調にいけば、1982年（昭和57年）度には全線開業」の目処を明らかにしたことが報じられ、1981年（昭和56年）9月18日に第1次特定地方交通線として指定された後も、同じく第1次特定地方交通線となった興浜北線と興浜南線、未成区間の興浜線と合わせて第三セクター化した「オホーツク縦貫鉄道構想」と関連付けて、沿線の美深町、歌登町、枝幸町と北海道は1982年4月13日に「美幸線促進検討会」を設置し、第三セクター方式による全線開業を目指すことにした。検討会設置の背景は「このままでは全面開通が夢に終わるうえ、既設線もなくなってしまう」とし、第3セクター方式の運営を打ち出すことによって、未開通部分の完成を実現させ、既設線を含めて住民の足を守る戦術を取ることにした。早ければ1985年（昭和60年）にも開業したい意向を示した。美幸線の敷設を条件に歌登町営軌道が廃止されるとともに、廃止の補償は受け取ってないことや、あくまで部分開通路線であることなどの特殊な事情を踏まえ、沿線3町は道に対し、美幸線をモデルケースとした第三セクター方式の運営の検討を求めた。検討会は1982年4月24日に初会合を開き、北海道開発調整部交通対策課は「道としても、美幸線の第三セクター移行へできるだけ協力する考え」と述べ、第三セクター移行のための資料収集の目処を1982年10月末とし、必要な計画や書類をまとめるとした。
1982年9月30日に第1回美幸線特定地方交通線対策協議会が開かれ、沿線3町は「協議会の決定が出た後は、直ちに仁宇布 - 北見枝幸間の建設に着手してほしい。第三セクターは全線開通後の問題であり、それまでは国鉄が運営してほしい。廃止に伴う転換交付金（1 kmあたり3,000万円）は美深 - 北見枝幸間を対象にできないか」などと要望した。
北海道では出資の可能性を探ることにし、地元側の計画を洗い直し、出資の規模や民間資本導入の可能性、赤字対策を中心とした第三セクター経営上の問題点などを検討したが、道が委託したコンサルタント（計量計画研究所）による第三セクター化可能性調査では、黒字に転換する可能性はないとされた。1985年に第三セクター化、1987年（昭和62年）に全線開業するとし、各自治体の開発計画で示している人口想定が実現するとした場合でも、輸送密度は1987年に211人/日、2000年（昭和75年〈平成12年〉）でも249人/日に留まるとした。収支見込みでは、1987年に収入1億3,000万円に対し支出4億2,000万円で2億9,000万円の赤字となり、転換交付金を積み立てた基金の利息や営業開始から5年間支給される国庫補助（運営費の2分の1）を受けても1億2,000万円の要補填額が生じ、補助が切られる1990年には2億9,000万円の要補填額となった。2000年には単年度の赤字が3億2,000万円に増加し、要補填額の累計（累積損失）では37億円に上るとした。また、農林業・鉱工業就業人口が過去10年間と同じペースで減り、全人口も過疎化した場合では、2000年の単年度赤字は4億2,000万円に上るとした。運賃は1985年に現行の50％増し、以後2年ごとに15％ずつ値上げ、経費の上昇率は年4％を見込んだ。営業は1日7往復（1両ワンマン運転）、要員は39人とした。
一方、地元が委託した民間調査機関（東日交通コンサルタント、現・トーニチコンサルタント）による調査結果では、1985年に第三セクター化、1987年に全線開業するとし、輸送密度は1985年に264人/日だが、観光客の急増で2000年には418人/日になるとした。収支見込みでは、1987年に収入2億1,600万円、支出3億6,600万円で1億5,000万円の赤字を出すが、1995年（昭和70年〈平成7年〉）には収入が2.5倍に増えて5億4,000万円となり、支出4億5,000万円で9,000万円の黒字に転換するとし、運賃は1985年で現行の100％増し、以後2年ごとに20％ずつ値上げ、経費は抑えめに想定した。営業は1日7往復（1両ワンマン運転）、要員は30人とした。収支の試算では、沿線3町の2000年の人口予測が1980年の1.4倍、2000年の鉄道需要予測が開業時（1985年）の1.5倍、2000年の北オホーツク圏への観光客入り込みが1981年の2倍と見込んだ。
だが、1983年（昭和58年）10月5日の第3回美幸線特定地方交通線対策協議会で、構成メンバーからは「将来の3町の人口増加と観光客増加の見積もりが甘い」「要員数が足りないのでは」「運賃値上げによる旅客減が見込まれていない」「国が検討中の地方鉄道新設補助金は基金に充当できないはず」と指摘された。当初、地元側の調査結果は公表されず、町民の間からは「具体的な数字を明らかにして、美幸線の将来を議論すべき時期だ」という声が出た。
その後、地元は1984年（昭和59年）9月29日、修正案を北海道に提示した。要員を25人（うち一般職22人）に減らし、運賃は開業時（1985年）に現行の50％増し、開業6年目で現行の100％増し、以後2年ごとに15％ずつ値上げすると、開業1年目は1億2,600万円の赤字、6年目は6,600万円の赤字を出すが、11年目に3,100万円の黒字に転換し、以後は黒字幅が増えるとした。年間の経費は低く見積もり、人件費は8,300万円（道試算2億円）、動力費は2,900万円（道試算4,800万円）、管理費は1,300万円（道試算2,200万円）と試算した。
それでも国鉄OBからは「期成会の案では保守要員が少なく、豪雪地帯の運行に支障が出る。運転要員も少なく、高齢の国鉄OBのワンマン運行では安全性に疑問がある」「気動車の運転士は、一日の走行距離の限度は約150 km。美幸線だと一日1往復が限度で要員が少ない。ワンマン運転で仕事量も増え、豪雪時などは大丈夫か。OBは56歳以上であり、仕事の多さに耐え切れないのでは。国鉄では53歳以上の人は運転しない」、元国鉄機関士からは「冬場に運休するならともかく、保守要員が少な過ぎる。国鉄OBを採用するというが、高齢者のワンマン運行では安全性に不安がある。地元の試案は都合の良い数字を並べた机上の空論だ」と指摘し、トンネル保守や燃料代の見積もり、職員宿舎がない点などを挙げ、実現を疑問視していた。第三セクター新会社では国鉄の半分の人員で列車を走らせ、国鉄OBを採用して人件費を抑えるとともに、転換交付金の利子や国庫助成（三セク転換後5年間は赤字の半額を補填）により黒字転換しようとした。
地元では第三セクター設立に向け、北海道に1億円の出資を求め、転換交付金の一部から5,000万円、沿線の美深町・歌登町・枝幸町から各1,000万円、民間から2,000万円の合計2億円の資本金で会社設立を目指す構想を打ち出し、1984年（昭和59年）9月18日の美幸線敷設促進期成会の総会で正式決定し、11月までに新会社設立を目指すとしたが、北海道は収支予測の厳しい結果から、1984年6月27日の道議会総務委員会で第三セクター化には難色を示していた。
その間、国鉄北海道総局と旭川鉄道管理局は1984年9月4日、北海道に対して「このまま具体的転換の結論が得られない場合、国鉄としては法令に基づいて運輸大臣に廃止許可の申請手続きを取らざるを得ない」と申し入れ、特定地方交通線対策協議会の開始から2年以内に調わない際、地元の同意がなくても可能な廃止申請とバス転換を強行する「見切り発車」を通告した。さらに「これ以上廃止を延期することは許されない情勢にあり、早く第三セクター化の可否について決断、あわせて関係町村にご指導を」と迫っていた。この後、北海道は1984年9月22日に知事諮問機関の北海道運輸交通審議会に国鉄地方交通線検討小委員会を設置し、1984年11月末までに第3セクター化の可否について結論を出すことになった。
沿線住民からは第三セクター化への疑問が噴出した。美幸線敷設促進期成会による第三セクター転換構想について「試算はつじつま合わせに終始しており、裏付ける根拠に乏しい」「内容が住民に非公開で、知る権利が保障されていない」「区間内の除雪対策が欠如しており、運行面で問題がある」「地域交通網がマイカー、バスへ変化している中での対応が不明確」「国の公共交通政策が確立されていない現況で、その維持を自治体が行うには財政的に無理がある」などと問題点を指摘した。広く3町住民が集い、第三セクター転換への可否を考えるため、1984年11月17日に住民団体の「美幸線第三セクターを考える美深・歌登・枝幸町民の会」が発足した。設立総会では3町の理事者を招いて公開討論会も開催したが、理事者側は「美幸線には132億円が投資され、バス転換は不可能。知事に出資を要請しており、試算には自信を持っている」と理解を求めた一方、住民側は「マイカー利用者が増えており、美幸線が全通しても利用者が増えるのか」「将来、沿線人口が48％増になるというが、その根拠は」「民間から2,000万円の出資を計画しているが、全道を網羅して参加するシステムにすべきではないか」などの他、人件費を低く見積もっていることへの疑問、路盤やトンネルなど完成部分の老朽化への危惧の声が相次いだ。
その後、美幸線敷設促進期成会は人件費の試算で、三陸鉄道を参考に、現地に即した単価を算出したことを明らかにした。職員は国鉄OB（年金受給者）に協力を求め、1985年単価で月給15万円、新卒者は9万円と試算した。気動車、ロータリー車などは新規購入し、維持補修費や除雪費を低減させること。除雪体制では、線路保守要員をフル回転させたり、各駅は3町で対応するとした。一方、「美幸線第三セクターを考える美深・歌登・枝幸町民の会」では、北海道や旭川鉄道管理局の試算とあまりにもかけ離れていることを指摘し、要員が少ない上に人件費の見積もりが低いこと、新線部分の路盤やトンネルなどの老朽化をはじめ、第三セクター会社が経営難となった場合、長年にわたって運行できるのか、試算通りに住民負担がかからないのか、多くの疑問を示した。
北海道運輸交通審議会は1984年12月7日、「第三セクター化による地方鉄道の選択は難しく、地域の輸送需要に弾力的に対応でき、鉄道に比べて運行経費が少ないバス輸送への転換が適当である」として北海道に答申した。特に第三セクター化については、経営の見通しが極めて不安定で、経営状況によっては関係市町村に多大な財政負担をもたらし、住民生活にも影響を及ぼすと懸念を表明した。答申を受けて北海道は1984年12月10日、第三セクターへの出資を見送った。そのため、沿線3町と民間資本で第三セクター設立を目指して、1985年1月14日の美幸線敷設促進期成会の臨時総会で決定した。当初2億円を予定していた資本金のうち北海道の出資金1億円が得られなくなったことから、資本金の減額を検討した。
美幸線敷設促進期成会では、同じく沿線自治体のみの出資で第三セクター設立を目指した高森線（現・南阿蘇鉄道高森線）を参考として、1日7往復、1両ワンマン運転、現業要員20人で、運賃は開業11年目まで毎年10％アップとした第三セクター計画を作成し、1985年2月16日の第4回美幸線特定地方交通線対策協議会に臨んだが、運輸省北海道運輸局は「輸送量が少なく、鉄道経営に必要な収入が確保できない」「毎年10％の運賃改定を見込んでいるが、利用者に赤字負担を求めるのは不当」「保線要員が少なく、除雪体制も不十分」などと採算面や安全面の疑問点を示したうえ「北海道が参加しない以上、第三セクターによる経営は不安がある。運輸大臣の免許交付は難しい」と厳しい見方を表明した。また、旭川鉄道管理局は国鉄再建監理委員会から年度内に美幸線など第1次特定地方交通線の廃止が求められていたことから「3月中に結論を得られなければ協議不調として一定の手続きを取らざるを得ない」と一方的に廃止に踏み切る可能性を示唆した。そのため、地元自治体はこの時点でバス転換を選択せざるを得ない状況に追い込まれた。
期成会は中央陳情を繰り返し、鉄道存続のための協力を求めてきたが「第三セクター認可は北海道の出資がなければ困難」「北海道が経営参加しない第三セクターの実現は無理」と判明し、1985年3月28日の第5回美幸線特定地方交通線対策協議会で第三セクター化による全線開業と鉄道による存続は断念し、路線バスに転換することで合意した。このときの転換交付金は開業区間の21.2 km分6億3,600万円（1 kmあたり3,000万円）とされ、美深町に約4億7,000万円、未成区間の歌登町に約8,600万円、枝幸町に約7,900万円が交付された。1985年9月17日で廃止、バス転換となった。営業運行最終日は8両編成の「さよなら列車」が運行し、最終列車までに3,493人が乗車し、開業以来最高の乗客数となった。第三セクター転換路線を除くと第1次特定地方交通線では最後の廃止路線であった。
美幸線の廃止直後の1985年10月、日本鉄道建設公団は、歌登駅の建設予定地に積み上げられていたレール1,300本（単線16 km分）と2万本以上のPC枕木を、青函トンネル関連工事（木古内駅から青函トンネルまでの区間用）に転用するべく移動しようとしたが、事前の照会が日本鉄道建設公団から無かったため歌登町が反発し、駅予定地への取り付け道路を除雪車などでバリケード代わりに封鎖し、トレーラーでの搬出が阻止されるなどの衝突が起きた。これは翌1986年（昭和61年）2月まで続いた。美幸線の建設費は中止されるまでに、当時の額で133.4億円が投じられていた。
完成していた橋梁は解体撤去され、枝幸高架橋は1991年（平成3年）、歌登町内の橋梁も1993年（平成5年）に撤去された。枝幸高架橋の跡地は道路となっている。

### 年表
- 1964年（昭和39年）10月5日 美深 - 仁宇布間 (21.2 km) が美幸線として開業[1][20]。東美深駅・辺渓駅・仁宇布駅を新設[138]。
- 1981年（昭和56年）9月18日 第1次特定地方交通線として廃止承認。
- 1984年（昭和59年）2月1日 貨物営業廃止。
- 1985年（昭和60年）9月17日 全線廃止[2][133]。名士バスに転換[139]。

## 駅一覧
営業していた区間は全駅北海道中川郡美深町に所在。事業者名は廃止時点のもの。

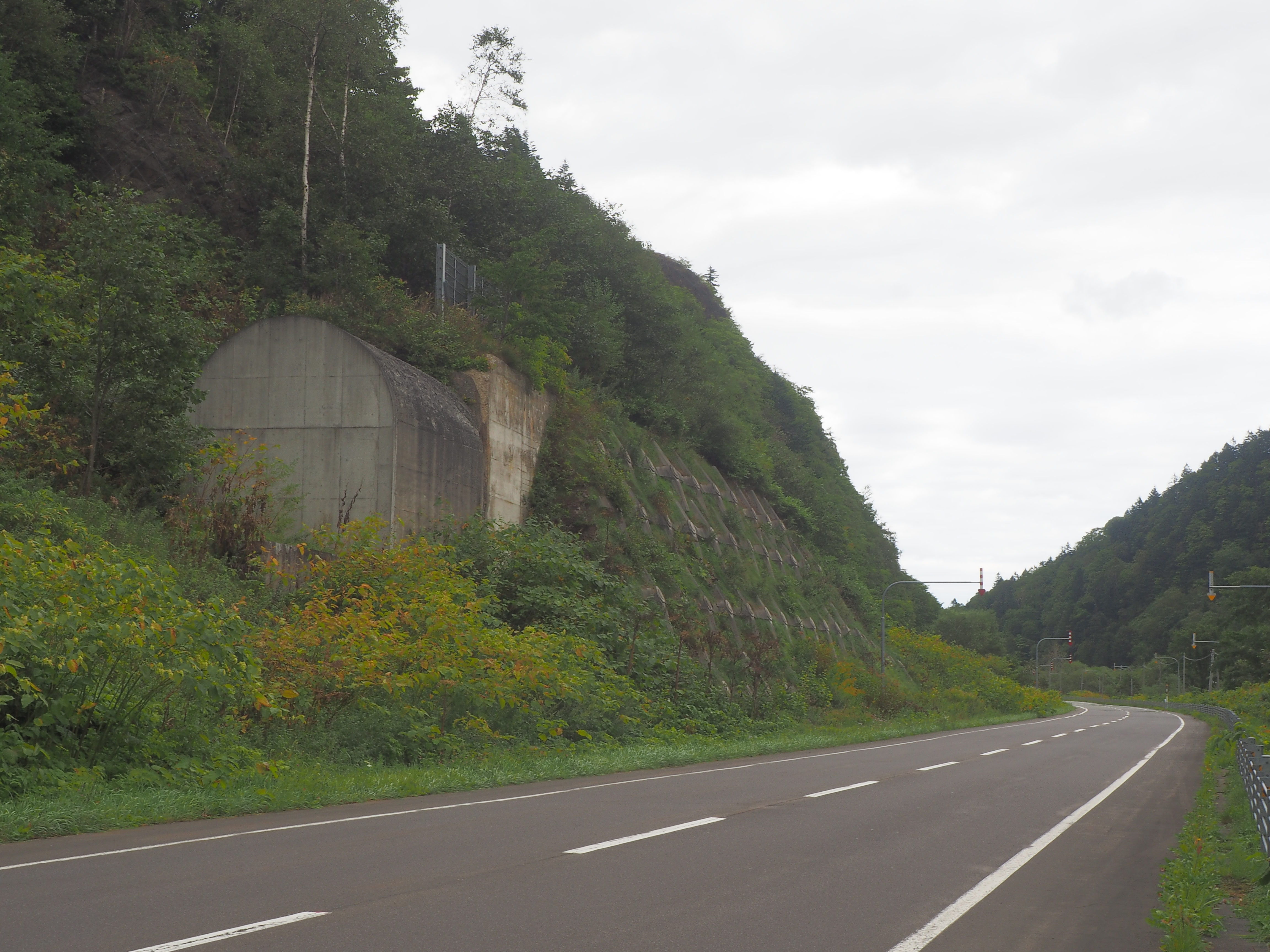
未成区間に現在も残るトンネル

| 駅名     | 営業キロ | 営業キロ | 接続路線               |
| 駅名     | 駅間     | 累計     | 接続路線               |
| -------- | -------- | -------- | ---------------------- |
| 美深駅   | -        | 0.0      | 日本国有鉄道：宗谷本線 |
| 東美深駅 | 4.3      | 4.3      |                        |
| 辺渓駅   | 2.0      | 6.3      |                        |
| 仁宇布駅 | 14.9     | 21.2     |                        |

### 未成区間
| 駅名         | キロ程 | キロ程 | 接続路線               | 所在地       |
| 駅名         | 駅間   | 累計   | 接続路線               | 所在地       |
| ------------ | ------ | ------ | ---------------------- | ------------ |
| 仁宇布駅     | 19.860 | 57.580 |                        | 中川郡美深町 |
| 北見大曲駅   | 6.090  | 37.720 |                        | 枝幸郡枝幸町 |
| 上徳士別駅   | 4.430  | 31.630 |                        | 枝幸郡枝幸町 |
| 志美宇丹駅   | 6.560  | 27.200 |                        | 枝幸郡枝幸町 |
| 辺毛内駅     | 5.320  | 20.640 |                        | 枝幸郡枝幸町 |
| 歌登駅       | 9.100  | 15.320 |                        | 枝幸郡枝幸町 |
| 下幌別駅     | 6.220  | 6.220  |                        | 枝幸郡枝幸町 |
| 南枝幸信号場 | -      | -      |                        | 枝幸郡枝幸町 |
| 北見枝幸駅   | -      | 0.000  | 日本国有鉄道：興浜北線 | 枝幸郡枝幸町 |

南枝幸信号場は同じく未成線に終わった興浜線との分岐点だった。

### 主なトンネル・橋梁（未成区間）
第6仁宇布川橋梁（96 m）、黒岩トンネル（750 m）、第2フウレップ川橋梁、第1フウレップ川橋梁、第3礼文トンネル（95 m）、第2礼文トンネル（180 m）、第1礼文トンネル（210 m）、タツリュウ川橋梁、第3大曲トンネル（610 m）、第2大曲トンネル（1,337 m）、北大曲トンネル（99 m）、第1大曲トンネル（343 m）、第3徳志別川橋梁（102 m）、第2上徳志別トンネル（825 m）、第2徳志別川橋梁（191 m）、第1徳志別川橋梁（88 m）、第1上徳志別トンネル（260 m）、オフンタルマナイ川橋梁（118 m）、志美宇丹トンネル（1,520 m）、ペンケナイ川橋梁、北見幌別川橋梁（90 m）、パンケナイ川橋梁、歌登トンネル（700 m）、主要道道枝幸常盤線跨線橋（100 m）、ウエンナイ川橋梁（45 m）、枝幸高架橋（367 m）

## 予定地・廃線跡の活用

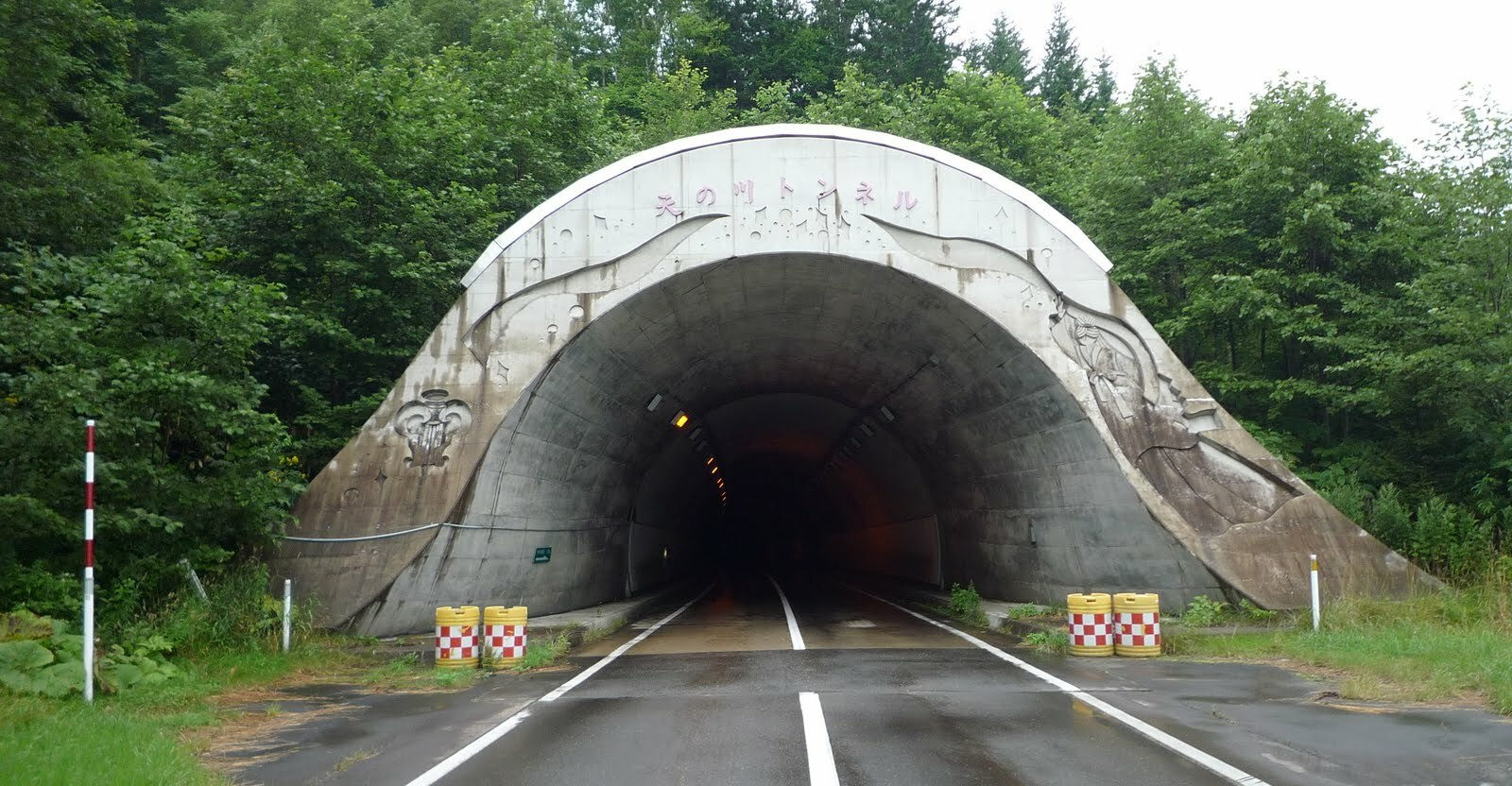
天の川トンネル（2008年8月）

仁宇布駅構内を含むおおよそ5 kmについては、住民の要望と何らかの形で利用したいとの目的で、美深町が国鉄清算事業団から470万円で購入し、線路が残されることとなった。その活用に向けて模索を続けるも、バブル崩壊や景気低迷の影響で実践段階に至らず、そのまま放置されていたが、1996年（平成8年）6月に「旧美幸線を活用する会」が組織され、1997年（平成9年）8月25日からトロッコの試験運行を実施した。同年12月22日には任意団体「トロッコ王国美深の会」（2004年よりNPO法人「トロッコ王国美深」）が設立された。この団体が1998年（平成10年）7月4日から、当該区間にてエンジン付きの保線用軌道自転車の運転体験ができる「トロッコ王国美深」を運営している。
美幸線敷設促進期成会は廃止直前の1985年（昭和60年）9月9日に解散し、新たに「美深・歌登・枝幸間交通対策促進協議会」を設立し、道路整備と鉄道用地の跡地処理促進を図ることにした。鉄道用地は1993年（平成5年）に各町の管理に移行した。
未成区間にある第2大曲トンネルは、北海道道120号美深中頓別線の「天の川トンネル」（延長1,353 m）として転用された。美幸線廃止後の代替路線確保のため、道路改良工事の一環として1990年（平成2年）10月に着工、総事業費53億円を投じて拡幅工事を行い、1995年（平成7年）7月7日の「七夕の日」「7並びの日」に開通した。旧道道の未舗装区間9.7kmをルート変更したもので、道路部分を含めた改良延長は3.8kmであり、冬季の通行止めが解消され、通年通行が可能となっている。「天の川トンネル」の名称の由来は、歌登町大曲（現・枝幸町歌登大曲）の徳志別川に架かる「牽牛橋」と枝幸町風烈布の風烈布川に架かる「織姫橋」にちなんでいる。
道路整備が終了し、目的を達したとして、美深・歌登・枝幸間交通対策促進協議会は1999年（平成11年）3月1日に解散した。
未成区間のうち枝幸町内の約7kmでは、埼玉県の鉄道愛好団体「保存鉄道建設会」が北海道ちほく高原鉄道CR70形気動車の譲渡を受け、観光用の運転体験施設として活用される計画も挙がっていたが、車両の輸送費用の問題から構想が頓挫し、実現には至らなかった。

## 代替バスの状況
- 1985年（昭和60年）9月17日 名士バスが美深町からの委託を受け、1日5往復の代替バスを運行開始[152]。美深町交通ターミナル（美深駅）- 仁宇布待合所間（延長22.3 km）。
- 1990年（平成2年）9月17日 仁宇布地区の終点を仁宇布待合所から仁宇布30線に延伸[152]。美深町交通ターミナル（美深駅）- 仁宇布30線間（延長25.8 km）。
- 2003年（平成15年）4月1日 仁宇布待合所 - 仁宇布30線間を廃止[152]。
- 2006年（平成18年）4月1日 沿線住民や乗客の減少に伴い、日曜日の運行を中止[152]。
- 2007年（平成19年）の年間輸送人員は7万7000人まで減少している[153]。
- 2012年（平成24年）4月1日 路線バス方式からデマンドバス（予約方式）に変更。車両を中型バス車両からワゴン車両での運行に変更[154]。